# 小行星1357
小行星1357（1357 Khama）是一颗围绕太阳公转的小行星。1935年7月2日，西里爾·傑克遜在约翰内斯堡发现了此天体。
該小行星以波札那國王卡馬三世命名。
这颗小行星的绝对星等为284.2289968059247等。